# 基爾馬庫德站
基爾馬庫德站（英語：Kilmacud）是一個位於愛爾蘭都柏林鄧萊里-拉斯當郡的都柏林轻轨站，在2004年通車，服務地區為基爾馬庫德。都柏林公車路線63能到達此站。